# رابرت پیک
رابرت پیک د ادلر (انگلیسی: Robert Peake the Elder; ۱ ژانویهٔ ۱۵۵۱ – ۱ ژانویهٔ ۱۶۱۹) نقاش اهل بریتانیا بود.